# 范澤華
范泽华（1938年4月—），广东普宁人。潮剧演员，善于表演青衣，也反串小生，是汕头戏曲学校名誉校长。1953年进入怡梨潮剧团，1958年被调到广东潮剧院，1959年进京为中共中央领导人演出。1984年范泽华调任汕头戏曲学校副校长。

## 主要作品
- 潮剧电影《刘明珠》
- 《芦林会》、《白兔记》、《思凡》、《磨房会》、《安安送米》、《香罗帕》、《孟丽君》